# 中華人民共和國—斯威士蘭關係
中華人民共和國—斯威士蘭關係（英語：Relations between the People's Republic of China and the Kingdom of Eswatini）是指中華人民共和國與斯威士蘭王國的外交關係。兩國從未建交，斯威士蘭在1968年獨立後與中華民國建交，維持至今。目前中华人民共和国对斯威士兰的事务由驻南非大使馆兼辖。

## 双边关系
由于斯威士兰独立伊始便与中华民国政府建交，斯威士兰与中华人民共和国正式官方往来较少。1972年9月，中华人民共和国国务院总理周恩来向斯威士兰致独立四周年贺电。1992年10月，中国红十字会常务副会长顾英奇率团出席在姆巴巴内召开的国际联合会执理会第30次会议，期间与斯威士兰国王姆斯瓦蒂三世举行会见。2018年5月，布基納法索與中華民國斷交並和中華人民共和國建交後，中華人民共和國外交部長王毅向斯威士蘭喊話，希望其參與中非合作论坛，但中華民國外交部長吳釗燮引述斯威士蘭大使指其不屑中华人民共和国的喊話。
2020年1月31日，中華人民共和國駐南非大使館發布聲明批评史瓦帝尼，「沒有外交關係，就無商業利益」，「這是史瓦帝尼公然蔑視一個中國原則，與中華人民共和國一省台灣維持所謂的『邦交』的難堪局面」并指出「史瓦帝尼與中國無邦交，卻又享有經貿利益，對逾14億中國人民不公平。」，中華人民共和国政府亦规定史瓦帝尼公民只能到該国驻南非大使馆申请签证。
2024年3月22日，中国外交部发言人应询评论斯威士兰首相访台一事时称“台当局拿岛内民众的血汗钱去供养斯少数权贵”，“斯少数当权者逆潮流而动，与台保持所谓‘邦交’关系，不得人心，注定不会持久”。
但值得注意的是，與斯威士兰现君主制當局的做法截然相反，堅決反對前者的斯威士兰共产党則強烈撻伐前者繼續与中华民国保持外交关系的做法，甚至直斥後者「試圖冒充成一個民族國家，其目的一直是為了破壞中國的穩定」（The efforts by the breakaway province to pose as a bona fide nation state have always been designed as a means of destabilising the PRC），更表示其未來廢除史瓦帝尼君主制，成功奪取政權之後將改与中华人民共和国建交。